# Талгат, Сырбаз Талгатулы
Сырбаз Талгатулы Талгат (род. 18 января 1999 года) — казахстанский борец вольного стиля, чемпион Казахстана в весе до 70 кг (2021), чемпион Азии (2021).

## Карьера
На чемпионатах Казахстана представляет Атыраускую область. В 2019 году завоевал бронзовую медаль чемпионата мира среди юниоров, одолев в малом финале Вазгена Теваняна. В 2021 году стал спортсменом года в городе Атырау. Выиграл золотую медаль в весе до 70 кг на чемпионате Казахстана по вольной борьбе 2021 года. В том же году первенствовал на чемпионате Азии, где в финале победил представителя Узбекистана Сироддина Хасанова.
В 2024 провалил допинг-контроль и был дисквалифицирован за применение запрещенных препаратов. Срок дисквалификации составляет три года до 30.04.2027